# 76 Freia
A 76 Freia egy kisbolygó a Naprendszerben. Heinrich Louis d'Arrest fedezte fel 1862. október 21-én.